# Zalamea la Real

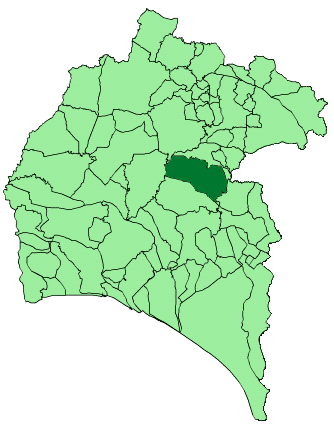
Map of Zalamea la Real, Huelva

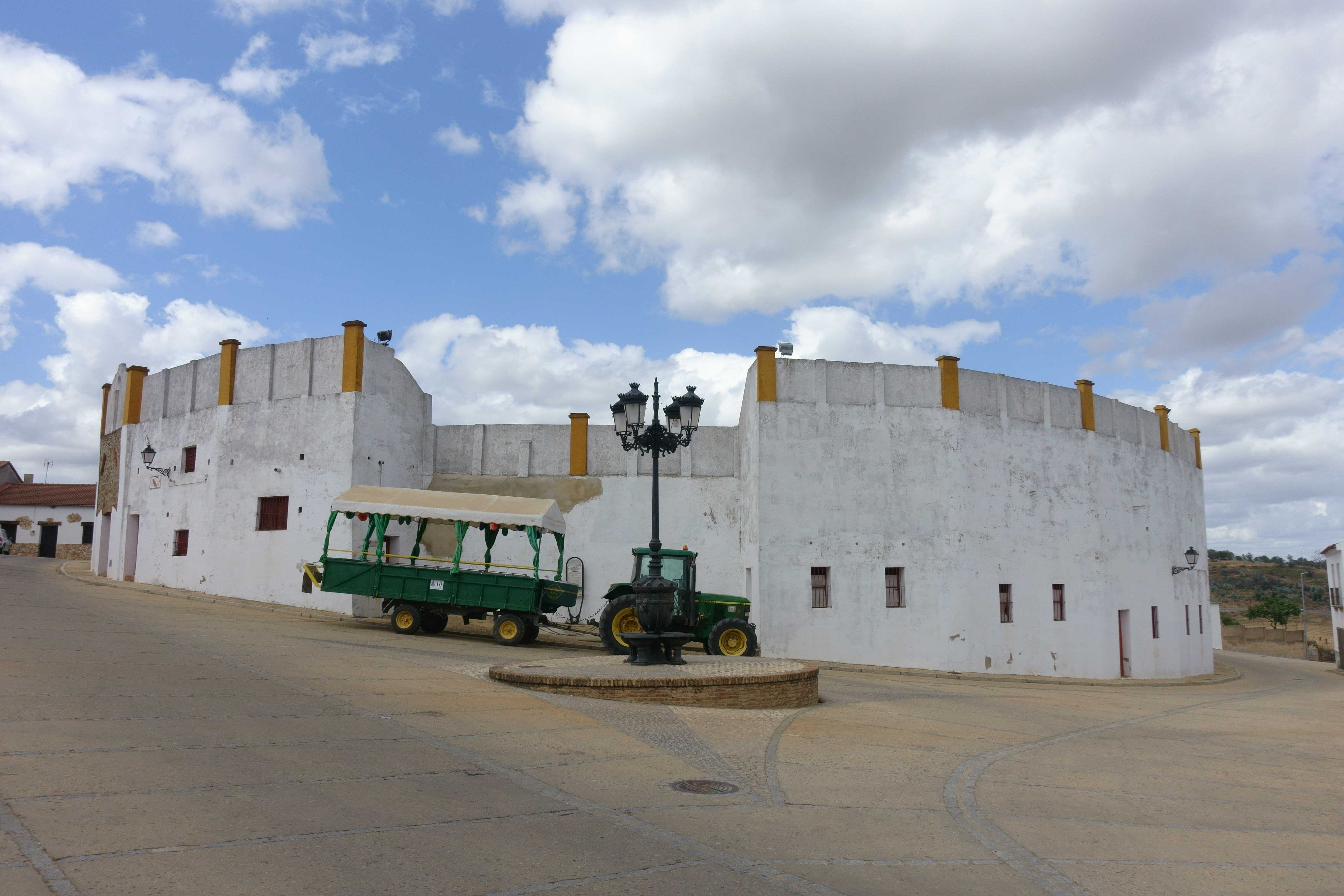

Zalamea la Real là một đô thị ở tỉnh Huelva, Tây Ban Nha. Theo điều tra dân số năm 2005, đô thị này có dân số là 3547 người và diện tích là 240km² (mật độ 14.8/km²).